# David D. Wang
Cet article concerne l'historien David D. Wang. Pour le professeur de littérature chinoise, voir David Wang Der-wei.
David D. Wang (王大剛), né à Pékin en Chine, est professeur à l'Institut Est-asiatique de l'Université nationale de Singapour.

## Biographie
Après avoir enseigné dans la région du Xinjiang et dans des universités de Pékin, il a mené des recherches de doctorat à l'Université de Tasmanie en Australie, puis a travaillé en tant que traducteur de chinois au ministère australien des Affaires étrangères et du Commerce à Canberra. David D. Wang a écrit de nombreux articles et ouvrages sur l'histoire du Xinjiang.

## Publications
- The USSR and the Establishment of the Eastern Turkestan Republic in Xinjiang, Journal of Institute of Modern History, Academia Sinica, 1996.
- East Turkestan movement in Xinjing, 1998
- Under the Soviet Shadow: The Yining Incident: Ethnic Conflicts & International Rivalry in Xinjiang, 1944-1949, 1999.
- Clouds over Tianshan: Essays on Social Disturbance in Xianjiang in the 1940s, 2000.